# Synagoge (Bouxwiller)

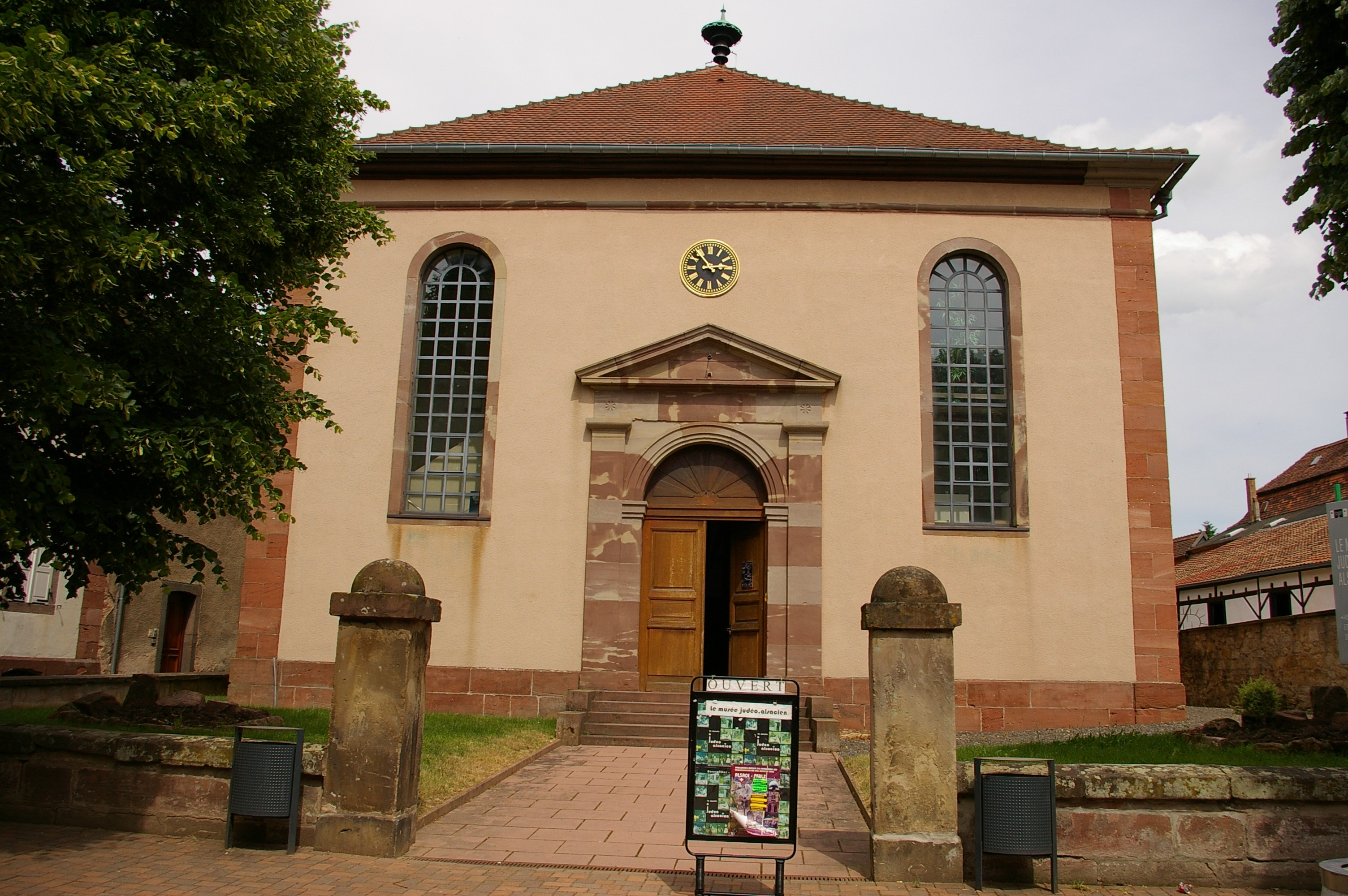
Synagoge von Bouxwiller, 2007

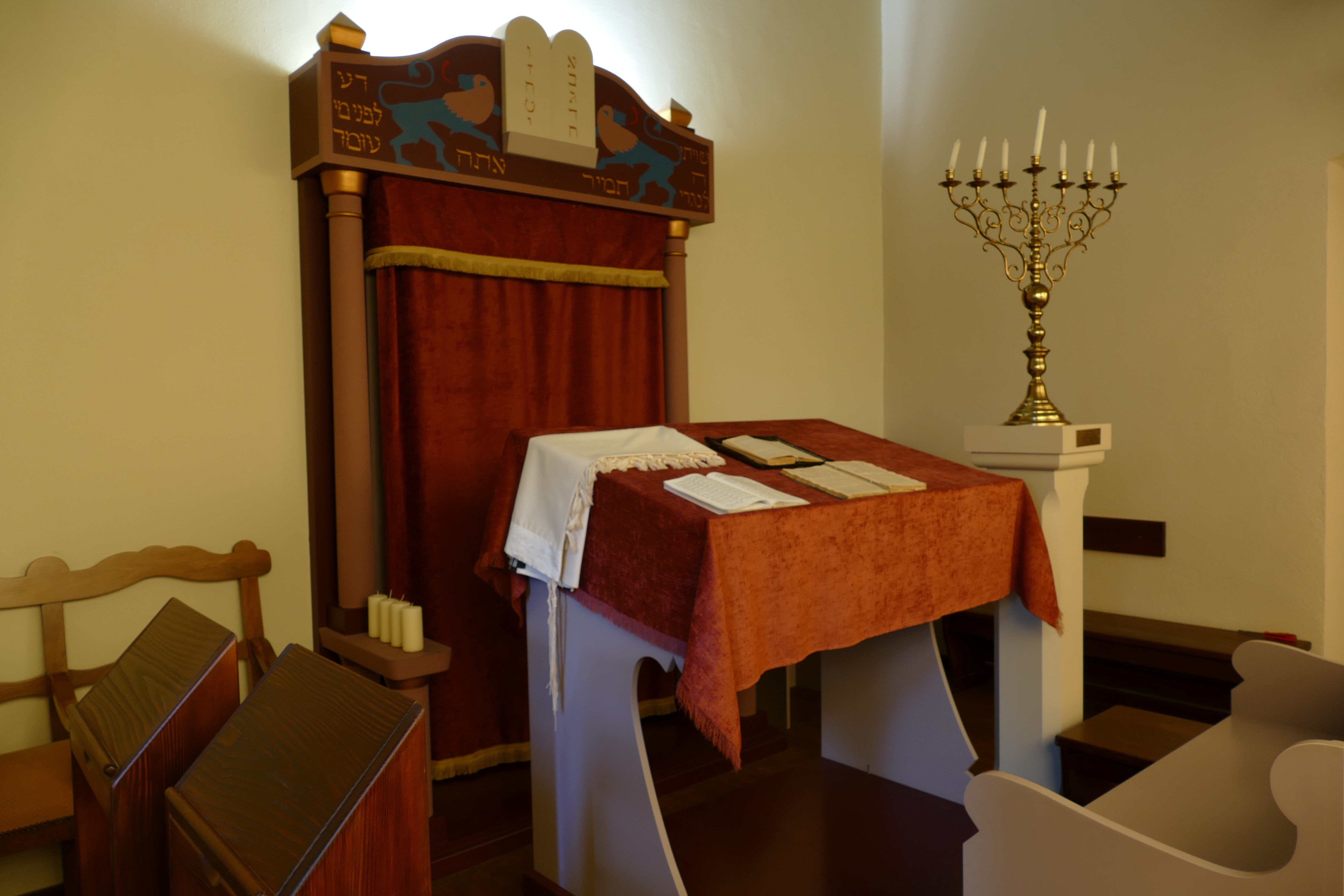
Innenansicht mit Toraschrein, 2015

Die Synagoge von Bouxwiller, einer französischen Gemeinde im Département Bas-Rhin in  der Region Grand Est, ist eine ehemalige Synagoge, die heute als Museum genutzt wird. Das seit 1984 unter Denkmalschutz (Monument historique) stehende Gebäude befindet sich in der Grand Rue.

## Geschichte
Die Grafen von Hanau-Lichtenberg erlaubten, dass in Bouxwiller Juden ansässig wurden. Bis zur Französischen Revolution bestand eine Talmudschule (Jeschiwa) und ein jüdischer Gerichtshof (Beth Din) im Ort.
Die Synagoge wurde 1842 an der Stelle errichtet, wo bereits seit dem 18. Jahrhundert eine Synagoge stand. Während des Zweiten Weltkriegs wurde in der Synagoge geschändet und eine Kartonagenfabrik eingerichtet.
Nach 1945 haben die Überlebenden der jüdischen Gemeinde Bouxwiller einen kleinen Betsaal im Gebäude eingerichtet und dort bis 1956 ihren Gottesdienst gefeiert. 1984 sollte, da die drei jüdischen Familien im Ort das Gebäude nicht mehr unterhalten konnten, die Synagoge abgerissen werden. Um dies zu verhindern, gründeten Interessierte die Association des Amis du Musée Judéo-Alsacien de Bouxwiller (A.M.J.A.B.) mit dem Ziel, im Gebäude ein Museum einzurichten.
Schließlich wurde im Jahr 2000 das Museum (Musée Judéo-Alsacien de Bouxwiller) eröffnet, das versucht die jüdische Geschichte und Kultur im Département Bas-Rhin darzustellen.